# Championnat d'Europe féminin de baseball
Le Championnat d'Europe de baseball féminin est une compétition continentale mettant aux prises les sélections nationales du vieux continent sous l'égide de la Confédération européenne de baseball (CEB). La première édition a lieu en 2019 en France. La deuxième édition est également prévue en France, à Montpellier, du 3 au 6 août 2022.

## Palmarès
| Année        | Lieu        |        | Or                 | Argent             | Bronze |
| ------------ | ----------- | ------ | ------------------ | ------------------ | ------ |
| 2019 Détails | Rouen       | France | Pays-Bas           | République tchèque |        |
| 2022 Détails | Montpellier | France | République tchèque | Royaume-Uni        |        |

## Bilan par nation
| Rang  | Pays               | Or | Argent | Bronze | Total |
| ----- | ------------------ | -- | ------ | ------ | ----- |
| 1     | France             | 2  | 0      | 0      | 2     |
| 2     | République tchèque | 0  | 1      | 1      | 2     |
| 3     | Pays-Bas           | 0  | 1      | 0      | 1     |
| 4     | Royaume-Uni        | 0  | 0      | 1      | 1     |
| Total | Total              | 2  | 2      | 2      | 6     |